# Azotyn potasu
Azotyn potasu (nazwa Stocka: azotan(III) potasu), KNO2 – nieorganiczny związek chemiczny z grupy azotynów, sól kwasu azotawego i potasu.

## Otrzymywanie
Otrzymuje się go poprzez redukcję ołowiem azotanu potasu:
KNO3 + Pb → KNO2 + PbO
lub w wyniku termicznego rozkładu azotanu potasu:
2KNO3 → 2KNO2 + O2↑

## Właściwości
Azotyn potasu jest białą lub żółtawą, higroskopijną substancją stałą. Bardzo dobrze rozpuszcza się w wodzie. Roztwór ma odczyn lekko zasadowy. Powyżej 350 °C azotyn potasu staje się niestabilny. Jego temperatura topnienia wynosi 440 °C. Powyżej tej temperatury rozkłada się:
4KNO2 → 2K2O + 2N2↑ + 3O2↑
Jest utleniaczem, choć w pewnych warunkach może wykazywać właściwości redukujące (por. właściwości azotynów).

## Toksyczność
Azotyn potasu jest w większych ilościach toksyczny. LD50 (królik, doustnie) wynosi 200 mg/kg. TDLo dla człowieka (doustnie) wynosi 1,428 mg/kg. W wyniku reakcji KNO2 z aminami powstającymi w wyniku rozkładu białek w organizmie mogą tworzyć się rakotwórcze nitrozoaminy.
Działa także bardzo szkodliwie na organizmy wodne (ekotoksyczność). LC50 = 620 mg/l 96 h (danio pręgowany), EC50 = 215 mg/l 48 h (dafnia wielka).

## Zastosowanie
Azotyn potasu jest używany do nitrozowania, w produkcji barwników azowych, w chemii analitycznej do określania rzędowości amin, w fotografii jako sensybilizator (uczulacz), a także do konserwacji mięsa (lista E – E249), gdyż zapobiega tworzeniu się jadu kiełbasianego. Ze względu na szkodliwość azotynów sugeruje się ograniczenie ich używania jako konserwantów, jednak całkowite zastąpienie innymi związkami nie jest możliwe.